# 鈴木錠蔵
鈴木 錠蔵（すずき ていぞう、1870年1月5日（明治2年12月4日） - 1947年（昭和22年）6月18日）は、日本の政治家。衆議院議員（2期）。

## 経歴
茨城県出身。東京高等商業学校卒。日本海員掖済会理事兼横浜支部長、共同火災保険(株)名古屋支店長、横浜生命保険(株)支配人、硫酸販売、関東機械ナット、東京リベット製造各(株)取締役、保土ヶ谷化学電気(株)常任監査役、東京硫酸(株)常務監査役となる。また、朝鮮政府に招かれ、法規編纂に従事する。
1917年の第13回衆議院議員総選挙において茨城県郡部から立憲政友会公認で立候補して当選する。1920年の第14回衆議院議員総選挙では茨城7区から立候補して再選する。衆議院議員を2期務め、1924年の第15回衆議院議員総選挙で落選した。1928年の第16回衆議院議員総選挙1930年の第17回衆議院議員総選挙に続けて立候補したがいずれも落選した。1947年死去。墓所は渋谷区の寳泉寺。